# Dieffenbachia horichii
Dieffenbachia horichii är en kallaväxtart som beskrevs av Thomas Bernard Croat och Michael Howard Grayum. Dieffenbachia horichii ingår i släktet prickbladssläktet, och familjen kallaväxter. Inga underarter finns listade.